# Heart-Shaped Box
Vous lisez un « bon article » labellisé en 2018.
Singles de Nirvana
Puss/Oh, the Guilt
(1993) All Apologies. Rape Me
(1993)
Pistes de In Utero
Scentless Apprentice
(2) Rape Me
(4)
Heart-Shaped Box est une chanson du groupe américain de grunge Nirvana, écrite par Kurt Cobain et sortie en tant que premier single de l'album In Utero en août 1993. Inspirée à Cobain par sa relation avec Courtney Love, la chanson est enregistrée et interprétée pour la première fois au Brésil. Elle subit plusieurs modifications jusqu'à sa version définitive, enregistrée en février 1993 au studio Pachyderm avec le producteur Steve Albini, puis mixée par Scott Litt.
Le single se classe à la 1re place du classement Modern Rock Tracks aux États-Unis, et à la 5e place au Royaume-Uni. Le clip vidéo est réalisé par Anton Corbijn et remporte deux prix aux MTV Video Music Awards 1994. Régulièrement considérée comme l'une des meilleures chansons du groupe, elle est reprise depuis sa sortie par plusieurs artistes, dont le groupe de nu metal Evanescence et la chanteuse Lana Del Rey.

## Enregistrement

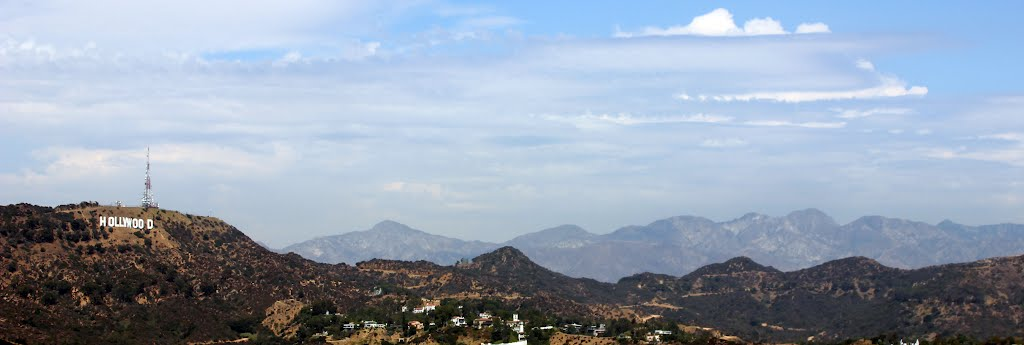
Cobain retravaille Heart-Shaped Box lorsqu'il s'installe avec Love à Hollywood Hills.

Kurt Cobain écrit les paroles de la chanson début 1992. Il la laisse ensuite de côté pendant quelque temps avant de recommencer à travailler dessus quand il s'installe avec Courtney Love à Hollywood Hills. Dans une interview donnée en 1994, Courtney Love affirme l'avoir entendu par hasard travailler en secret un riff de la chanson dans un cagibi. Le couple partageant un journal dans lequel ils prenaient des notes pour des compositions, Charles Cross estime dans sa biographie de Kurt Cobain que le style d'écriture de Love a influencé Cobain pour cette chanson. Le titre de la chanson provient d'une boîte en forme de cœur que Love a transmis au chanteur par l'intermédiaire de Dave Grohl à la fin de l'année 1991. Tous deux ont poursuivi ce type de cadeaux par la suite, accumulant ces objets dans leurs résidences. Cobain avait d'abord intitulé la chanson Heart-Shaped Coffin (« Cercueil en forme de cœur »).
Le groupe éprouve beaucoup de difficultés à finaliser la chanson au cours de nombreuses séances de répétitions. Une démo est enregistrée à Rio de Janeiro entre le 19 et le 21 janvier 1993 et la chanson est interprétée pour la première fois en public le 23 lors d'un concert au Praca Da Apoteose Stadium de Rio. Cette version est plus longue d'une minute que la version de l'album et ses trois couplets sont presque identiques.
L'album est enregistré en février au studio Pachyderm avec le producteur Steve Albini. Lors de l'enregistrement de Heart-Shaped Box, Cobain décide au dernier moment d'ajouter un « solo bourré d'effets superflus » qui brise la mélodie. Krist Novoselic proteste, qualifiant le procédé d'« avortement monstrueux », mais doit s'incliner devant les discours de Cobain et d'Albini dénonçant la musique commerciale. Le bassiste finit néanmoins par avoir gain de cause quelques mois plus tard quand le morceau est retravaillé au mixage par Scott Litt et le solo supprimé à la suite des réactions négatives des proches du groupe et des responsables du label. Lors de ce mixage, Cobain ajoute aussi une ligne de guitare acoustique et des chœurs.

## Thèmes et composition
La journaliste Gillian Gaar décrit Heart-Shaped Box comme une « chanson typique de Nirvana, avec son riff modéré et décroissant joué à partir du couplet et qui augmente en intensité jusqu'à l'entraînante passion du refrain ». Elle présente des harmonies douces mais tranchantes au rythme d'une guitare acoustique. Elle commence par une intro « mélodieuse et fragile soulignée par une rythmique presque timide » avant de se poursuivre par « un refrain explosif et distordu » où Kurt Cobain se moque « de son image d'éternel tourmenté insatisfait » en répétant plusieurs fois « Hey, Wait, I've got a new complaint ». Selon Krist Novoselic, Heart-Shaped Box et All Apologies sont comme deux passerelles qui donnent plus de cohérence aux autres chansons de l'album, moins faciles à apprécier par le grand public.
Cobain affirme que la chanson lui a été inspirée par des documentaires sur des enfants atteints du cancer. En dépit de cette explication, Michael Azerrad écrit dans son livre sur le groupe que la chanson évoque sa relation avec Courtney Love. Charles Cross partage cette opinion et ajoute que le vers « I wish I could eat your cancer when you turn black » est la formule la plus alambiquée de l'histoire de la musique moderne pour dire « je t'aime ». Pour Isabelle Chelley, le vers « I've been drawn into your magnet tar pit trap » évoque l'héroïne. Chelley estime aussi que la « boîte en forme de cœur » symbolise l'utérus. En 2012, Courtney Love déclare d'ailleurs après une reprise de Heart-Shaped Box par Lana Del Rey, que la chanson parlait directement de son vagin, notamment à travers la phrase « Throw down your umbilical noose so I can climb right back ».

## Sortie et accueil
Heart-Shaped Box est le premier single d'In Utero et sort au Royaume-Uni le 23 août 1993, en vinyle 7" et en cassette avec Marigold en face B. Il y atteint la 5e place du classement des ventes de singles,. La chanson est publiée une semaine plus tard en Europe, avec des versions vinyle 12" et CD qui incluent en plus le morceau Milk It, mais elle ne doit initialement pas sortir aux États-Unis. DGC Records édite seulement une version promotionnelle pour les radios universitaires et orientées rock à partir de début septembre 1993, arguant que « Nirvana ne vend pas quasiment 5 millions d'albums grâce à un tube. Ils en vendent autant pour ce qu'ils sont ». Néanmoins, la popularité de la chanson pousse le label à changer d'avis et le single entre dans le classement Billboard Modern Rock Tracks à la 7e place, avant d'en prendre la tête. Il accède également à la 4e place du Mainstream Rock Tracks, et à plusieurs top 10 d'autres pays, dont la Finlande, l'Irlande et la Nouvelle-Zélande,, mais n'obtient pas mieux qu'une 37e place en France.
Dans le Pazz & Jop de 1993, sondage annuel dirigé par Robert Christgau et réalisé pour The Village Voice, les critiques américains le classent à la 2e place de leur sélection des meilleures singles de l'année, à égalité avec Rebirth of Slick (Cool Like Dat) de Digable Planets. Le critique le met également en 8e position de sa propre liste. En 1999, lors d'un sondage réalisé par le magazine Kerrang!, Heart-Shaped Box atteint la 10e place des « 100 meilleures chansons de rock de tous les temps ». Le magazine New Musical Express la classe en 4e position dans sa liste des 20 meilleures chansons de Nirvana en 2005. En 2011, elle figure à la 2e place du classement des 10 meilleures chansons du groupe établi par PopMatters, pour qui « la combinaison d'une étrange imagerie médicale, de ses paroles inventives et de l'un des meilleurs riffs de guitare de Cobain » « lui donnent un côté troublant et fascinant ». En 2014, Paste la place en 20e position de ses « 50 meilleures chansons grunge », évoquant « une balade très, très sombre que seul Nirvana pouvait transformer en beauté grunge ». La même année, Slant Magazine la classe en 6e position de sa liste des 15 meilleures chansons de Nirvana, soulignant qu'elle est « aussi raffinée dans sa structure que les chansons de Nevermind tout en revenant à la férocité punk de Bleach ».

## Classements et certifications
| Classement (1993)                      | Meilleure position |
| -------------------------------------- | ------------------ |
| Australie (ARIA)                       | 21                 |
| Belgique (Flandre Ultratop 50 Singles) | 31                 |
| Canada (Canadian Singles Chart)        | 17                 |
| États-Unis (Alternative Songs)         | 1                  |
| États-Unis (Mainstream Rock)           | 4                  |
| Finlande (Suomen virallinen lista)     | 9                  |
| France (SNEP)                          | 37                 |
| Irlande (Irish Singles Chart)          | 6                  |
| Nouvelle-Zélande (RMNZ)                | 9                  |
| Pays-Bas (Nederlandse Top 40)          | 32                 |
| Pays-Bas (Single Top 100)              | 36                 |
| Pologne (ZPAV)                         | 13                 |
| Royaume-Uni (UK Singles Chart)         | 5                  |
| Suède (Sverigetopplistan)              | 16                 |

| Pays              | Certifications | Ventes    |
| ----------------- | -------------- | --------- |
| Royaume-Uni (BPI) | Argent         | 200 000 + |

## Clip
Nirvana prévoit à l'origine de confier la réalisation du clip vidéo à Kevin Kerslake, comme pour Come as You Are, Lithium, In Bloom et Sliver. Kerslake prépare cinq scénarios durant juillet et août 1993 mais aucun ne convient au groupe, donc ils choisissent de travailler avec Anton Corbijn. Le réalisateur néerlandais, qui a l'habitude de créer ses vidéos, n'est au début pas enchanté par cette idée étant donné que quasiment tous les éléments ont été soigneusement planifiés par Kurt Cobain. Puis il explique qu'« [il] a étudié tout ça et a pensé que c'était en fait très bon. [Il] était vraiment impressionné que quelqu'un compose une chanson et ait des idées aussi claires que ce qu'il pourrait avoir ».
La vidéo commence et se termine dans la pièce confinée d'un hôpital où les trois membres du groupe sont assis et regardent un vieillard sous perfusion intraveineuse, dont le rôle a d'abord été proposé par le groupe au romancier William S. Burroughs, associé à la Beat Generation américaine. La plus grande partie du clip se déroule dans un décor surréaliste inspiré par Le Magicien d'Oz et Alice au pays des merveilles. Il inclut un certain nombre « d'images fortes », dont le même vieillard squelettique habillé en père Noël allant se pendre sur une croix, une jeune fille dans un costume du Ku Klux Klan atteignant un arbre auquel sont suspendus des fœtus, ainsi qu'une grande femme portant un déguisement la faisant ressembler au modèle anatomique de la pochette de l'album In Utero. Cobain imite aussi les chanteurs des années 1980 avec sa chemise argentée. Corbijn a ajouté quelques éléments personnels au clip, notamment les corbeaux, l'échelle que le vieillard utilise pour grimper sur la croix et la boîte avec un cœur à son sommet dans lequel le groupe évolue lors du refrain final,. Le clip est tourné en noir et blanc avant d'être recolorisé pour obtenir des couleurs saturées. Pendant le tournage, l'acteur jouant le rôle du vieillard fait une hémorragie interne et doit être transporté à l’hôpital. Il ne peut donc pas jouer la dernière scène sur un lit, ce qui explique le changement d'acteur à la fin du clip. Celui-ci sera le dernier de Cobain, Corbijn ayant refusé de réaliser le clip de Pennyroyal Tea, arguant du fait qu'il n'en ferait pas de meilleur. Cobain rétorque alors qu'il n'en ferait plus du tout.
À la sortie du clip, Kerslake engage une action en justice contre le groupe pour violation de copyright mais un arrangement finit par être trouvé en dehors des tribunaux. Après la mort de Cobain, Corbijn monte une version du clip dans laquelle les images du dernier couplet sont modifiées : d'autres séquences de la fille et la femme sont diffusées tandis que le chanteur est allongé dans un champ de coquelicots avec de la brume autour de lui. Cette version se retrouve sur The Work of Director Anton Corbijn, sixième numéro d'une série de DVD dédiée aux réalisateurs de clips publiée par Palm Pictures,,.
Dans le Pazz & Jop de 1993, le clip arrive en tête des meilleures vidéos de l'année. Lors des MTV Video Music Awards 1994, cérémonie tenue après la mort de Cobain, le clip remporte les prix de la meilleure vidéo de rock alternatif et de la meilleure direction artistique. Pat Smear, membre additionnel pour les tournées, accompagne Grohl et Novoselic pour la remise des trophées. En 2011, le magazine NME classe la vidéo à la 22e place de sa liste des 100 meilleurs clips de tous les temps. La même année, Time Magazine le fait figurer dans sa liste des 30 meilleurs clips de tous les temps, le qualifiant de « beau et effrayant à la fois ».

## Reprises
Globalement considérée comme l'une des meilleures chansons du groupe, Heart-Shaped Box est sujette à de nombreuses reprises par d'autres artistes après la mort de Cobain. Elle apparaît ainsi en 2003 dans The String Quartet Tribute to Nirvana, compilation du Vitamin String Quartet qui reprend les chansons avec des instruments à cordes. La même année, le groupe de nu metal Evanescence en propose une version « excessivement dramatique » en concert acoustique en face B de son single Going Under. En 2008, Erlend Bratland, vainqueur de la première édition de Norske Talenter (version norvégienne de La France a un incroyable talent), l'inclut dans son premier album True Colors. Deux plus tard, la chanson figure sur l'album Follow the White Rabbit du trio mené par le pianiste franco-israélien Yaron Herman. En 2011, le chanteur jamaïcain de reggae Little Roy, dont le timbre de voix est décrit comme « proche de celui de Cobain », l'inclut dans son album Battle for Seattle, qui ne comprend que des reprises de Nirvana. Le groupe américain de hard rock Dead Sara reprend le morceau pour la bande-son du jeu vidéo Infamous: Second Son, sorti en 2014 sur PlayStation 4. Cette reprise remporte le titre de la « meilleure chanson, originale ou adaptée » lors de la 14e cérémonie des récompenses annuelles de la National Academy of Video Game Trade Reviewers en février 2015.
Parmi les reprises sur scène, celle de Lana Del Rey à la fin d'un concert à Sydney en juillet 2012 fait couler un peu d'encre, car Courtney Love y a réagi sur Twitter en lui demandant si elle sait que la chanson parle de son vagin, avant d'effacer ses tweets. Lana Del Rey avait simplement reconnu quelques mois plus tôt que sa principale influence musicale était Cobain et que « quand elle l'a vu chanter Heart-Shaped Box sur MTV alors qu'elle avait 11 ans, ça l'a époustouflée »,.

## Fiche technique

### Versions
Toutes les chansons sont écrites et composées par Kurt Cobain sauf contre-indication.
| 1. | Heart-Shaped Box |            | 4:39 |
| 2. | Milk It          |            | 3:52 |
| 3. | Marigold         | Dave Grohl | 2:33 |

| A1. | Heart-Shaped Box                                  | 4:39 |
| A2. | Gallons of Rubbing Alcohol Flow Through the Strip | 7:33 |

| A.  | Heart-Shaped Box |            | 4:39 |
| B1. | Milk It          |            | 3:52 |
| B2. | Marigold         | Dave Grohl | 2:33 |

| A. | Heart-Shaped Box |            | 4:39 |
| B. | Marigold         | Dave Grohl | 2:33 |

| A1. | Heart-Shaped Box |            | 4:39 |
| A2. | Marigold         | Dave Grohl | 2:33 |

| 1. | Heart-Shaped Box (version originale de l'album mixée par Scott Litt en 1993) | 4:39 |
| 2. | Heart-Shaped Box (version mixée par Steve Albini en 1993)                    | 4:41 |
| 3. | Heart-Shaped Box (version mixée par Steve Albini en 2013)                    | 4:40 |

### Crédits
- Kurt Cobain : chant, guitare
- Krist Novoselic : basse
- Dave Grohl : batterie, chœurs
- Steve Albini : producteur

### Ouvrages
- (en) Michael Azerrad, Come as You Are: The Story of Nirvana, Doubleday, 1er septembre 1993, 336 p. (ISBN 0-385-47199-8)

1. ↑  Azerrad 1993, p. 324-325
2. 1 2  Azerrad 1993, p. 325
3. ↑  Azerrad 1993, p. 338
4. ↑  Azerrad 1993, p. 324

- (en) Charles R. Cross, Heavier Than Heaven: A Biography of Kurt Cobain, Hyperion, 21 août 2002, 432 p. (ISBN 0-7868-8402-9)

1. 1 2  Cross 2002, p. 278
2. ↑  Cross 2002, p. 281

- Isabelle Chelley, Dictionnaire des chansons de Nirvana, Tournon, 18 avril 2005, 213 p. (ISBN 2-914237-40-5)

1. ↑  Chelley 2005, p. 74
2. ↑  Chelley 2005, p. 75
3. 1 2  Chelley 2005, p. 76
4. ↑  Chelley 2005, p. 77
5. ↑  Chelley 2005, p. 78

- Florent Mazzoleni, Nirvana et le Grunge : 15 Ans de Rock Underground américain, Presses de la Cité, coll. « Gilles Verlant présente », 6 février 2006, 159 p. (ISBN 2-258-06963-7)

1. 1 2  Mazzoleni 2006, p. 144
2. ↑  Mazzoleni 2006, p. 133
3. ↑  Mazzoleni 2006, p. 140

- (en) Gillian G. Gaar, In Utero, Continuum International Publishing Group Ltd., 1er novembre 2006, 112 p. (ISBN 978-0-82641-776-3)

1. 1 2  Gaar 2006, p. 53
2. ↑  Gaar 2006, p. 23-25
3. ↑  Gaar 2006, p. 98
4. ↑  Gaar 2006, p. 88
5. 1 2  Gaar 2006, p. 90-91
6. ↑  Gaar 2006, p. 94
7. ↑  Gaar 2006, p. 93
8. ↑  Gaar 2006, p. 95

Autres ouvrages
1. ↑  (en) Jim DeRogatis, Milk It!: Collected Musings on the Alternative Music Explosion of the 90's, Da Capo, 2003 (ISBN 0306812711), p. 18.
2. 1 2  (fi) Timo Pennanen, Sisältää hitin: levyt ja esittäjät Suomen musiikkilistoilla vuodesta 1972, Otava Publishing Company Ltd., 2003 (ISBN 951-1-21053-X, lire en ligne).

### Articles de presse
1. ↑  (en) David Fricke, « Life After Death », Rolling Stone,‎ décembre 1994
2. 1 2  (en) Gillian Gaar, « Verse Chorus Verse: The Recording History of Nirvana », Goldmine,‎ 14 février 1997
3. ↑  (en) Craig Rosen, « Nirvana Set has Smell of Success », Billboard,‎ 25 septembre 1993
4. 1 2  (en) « The 1993 Pazz & Jop Critics Poll », The Village Voice,‎ 1er mars 1994 (lire en ligne)
5. ↑  (en) « 100 Greatest Rock Tracks Ever! », Kerrang!, no 746,‎ 17 avril 1999

### Autres sources
1. 1 2  « Courtney Love veut que Lana Del Rey pense à son vagin », Libération, 31 juillet 2012 (consulté le 26 avril 2013)
2. 1 2  (en) Archive Chart. UK Singles Chart. The Official Charts Company.
3. 1 2  (en) Nirvana - Chart history – Billboard. Billboard Alternative Songs. Prometheus Global Media.
4. 1 2  (en) Nirvana - Chart history – Billboard. Billboard Mainstream Rock Tracks. Prometheus Global Media.
5. 1 2  (en) « Search Song Title - Heart-Shaped Box », sur IrishCharts.ie (consulté le 26 avril 2013)
6. 1 2  (en) Charts.org.nz – Nirvana – Heart-Shaped Box. RMNZ. Hung Medien.
7. 1 2  Lescharts.com – Nirvana – Heart-Shaped Box. SNEP. Hung Medien.
8. ↑  (en) « Robert Christgau: Pazz & Jop 1993: Dean's List », sur robertchristgau.com (consulté le 19 mars 2013)
9. ↑  (en) « Countdown: 20 Greatest Nirvana Songs Ever », New Musical Express (version du 6 février 2005 sur Internet Archive)
10. ↑  (en) « The 10 Best Nirvana Songs Ever », PopMatters (consulté le 26 avril 2013)
11. ↑  (en) Michael Danaher, « The 50 Best Grunge Songs », Paste, 4 août 2014 (consulté le 20 décembre 2017)
12. ↑  (en) « The 15 Greatest Nirvana Songs », Slant Magazine, 9 avril 2014
13. ↑  (en) Australian-charts.com – Nirvana – Heart-Shaped Box. ARIA Top 50 Singles. Hung Medien.
14. ↑  (nl) Ultratop.be – Nirvana – Heart-Shaped Box. Ultratop 50. Ultratop et Hung Medien / hitparade.ch.
15. ↑  (en) « Top Singles - Volume 58, No. 21, December 04 1993 », sur collectionscanada.gc.ca (consulté le 26 avril 2013)
16. ↑  (nl) Nirvana – Top 40-artiesten. Nederlandse Top 40. Stichting Nederlandse Top 40.
17. ↑  (nl) Dutchcharts.nl – Nirvana – Heart-Shaped Box. Single Top 100. Hung Medien.
18. ↑  (pl) « Lista Przebojów Trójki - Polskie Radio Online », sur lp3.polskieradio.pl (consulté le 29 décembre 2017)
19. ↑  (en) Swedishcharts.com – Nirvana – Heart-Shaped Box. Singles Top 60. Hung Medien.
20. ↑  (en) « BPI Awards - bpi », BPI (consulté le 8 avril 2018)
21. 1 2  The 90's in Music, Arte, 11 août 2014, émission
22. ↑  (en) « Palm Store: Directors Label Series », sur palmpictures.com (consulté le 30 décembre 2017)
23. ↑  (en) Scott Lapatine, « NME’s 100 Greatest Music Videos », Stereogum, 5 juillet 2011
24. ↑  (en) « The 30 All-TIME Best Music Videos », Time Magazine, 26 juillet 2011
25. ↑  (en) « The String Quartet Tribute to Nirvana - Vitamin String Quartet », sur allmusic.com (consulté le 2 janvier 2018)
26. ↑  (en) « Going Under - Evanescence », sur allmusic.com (consulté le 2 janvier 2018)
27. ↑  (en) « True Colors - Erlend Bratland », sur allmusic.com (consulté le 2 janvier 2018)
28. ↑  (en) « Follow the White Rabbit - Yaron Herman Trio », sur allmusic.com (consulté le 2 janvier 2018)
29. ↑  (en) « BBC - Music - Review of Little Roy - Battle for Seattle », sur bbc.co.uk (consulté le 19 décembre 2017)
30. ↑  (en) « 2014 NAVGTR Winners: Dragon 5, Alien/Mordor/South Park 4 », sur navgtr.org (consulté le 2 janvier 2018)
31. ↑  (en) « Lana Del Rey: 'I was inspired by Nirvana's Kurt Cobain' - NME », sur nme.com (consulté le 2 janvier 2018)
32. ↑  (en) « Nirvana - Heart-Shaped Box (CD) at Discogs », sur discogs.com, Discogs.
33. ↑  (en) « Nirvana - Heart-Shaped Box (Vinyl) at Discogs », sur discogs.com, Discogs.
34. ↑  (en) « Nirvana - Heart-Shaped Box (Vinyl) at Discogs », sur discogs.com, Discogs.
35. ↑  (en) « Nirvana - Heart-Shaped Box (Vinyl) at Discogs », sur discogs.com, Discogs.
36. ↑  (en) « Nirvana - Heart-Shaped Box (Cassette) at Discogs », sur discogs.com, Discogs.
37. ↑  (en) « Nirvana - Heart-Shaped Box (CD) at Discogs », sur discogs.com, Discogs.